# Обыкновенная бурозубка
Обыкновенная бурозубка, или обыкновенная землеройка, или лесная землеройка (лат. Sorex araneus) — вид бурозубки среднего размера самый распространённый представитель семейства землеройковых и один из самых распространённых млекопитающих Северной Европы.
С 1741 по 1758 г.г. вид носил латинское название Mus araneus, переводящееся как «мышь-паук» ввиду наличия у животного токсичной слюны, которая накапливается в зубной полости и применяется при укусах.

## Описание
Млекопитающие среднего размера с длинным хвостом и большими задними лапами, внешне напоминают крупную мышь с вытянутым носом. Обыкновенная бурозубка достигает в длину 55—82 мм и весит 4—16 г. Длина хвоста 60—75 мм, длина ступни 10—15 мм. Окраска сверху тела тёмно-бурая иногда почти чёрно-бурая, низ — более светлого окраса светло-бурый, грязно-белый. Молодые особи окрашены несколько светлее, бурого окраса. Хвост покрыт короткими волосками или голый, по длине примерно равен телу.
Ушная раковина большей частью или полностью скрыта мехом. Мордочка вытянута вперёд и сужена.
Продолжительность жизни — около 23 месяцев.

## Местообитание
Густые травяные заросли, лесной подлесок, кустарниковые заросли, вересковые пустоши.
Может заходить и в жилые дома.

## Питание
Насекомые, дождевые черви, паукообразные, многоножки, улитки и другие беспозвоночные. При охоте и самозащите наносит ядовитые, но в целом безвредные для человека укусы.

## Размножение
2—4 помёта по 5—7 детенышей, которые рождаются голыми и слепыми. Питаются молоком матери первые 3 недели своей жизни. Половой зрелости достигают в 3—4 месяца.